# Electric (album de The Cult)
Pour les articles homonymes, voir Electric.
Albums de The Cult
Love
(1985) Sonic Temple
(1989)
Singles
1. Love Removal Machine
Sortie : 16 février 1987
2. Lil'Devil
Sortie : 20 avril 1987
3. Wild Flower
Sortie : 27 juillet 1987

Electric est le 3e album studio du groupe de rock anglais The Cult. Il est sorti le 6 avril 1987 sur le label Beggars Banquet et a été produit par Rick Rubin.

## Historique
Le batteur Les Warner, qui a joué auparavant avec Randy California et Julian Lennon, a rejoint la formation. Le célèbre Rick Rubin est derrière les manettes. Electric marque alors un tournant dans la carrière du groupe. Il s'en dégage une énergie prodigieuse, un son écrasant. Cet album est considéré aujourd'hui comme un classique du hard rock. Les riffs de Bily Duffy sont inspirés par AC/DC, Led Zeppelin, Cream, ZZ Top ou les Rolling Stones.
En 1986, à la suite du succès de leur album Love, le groupe commence l'enregistrement de son nouvel album, Peace, aux The Manor Studio avec Steve Brown. Douze titres sont enregistrés lorsque le groupe signe avec Sire Records et se rend à New York pour une séance photos pour le magazine Rolling Stone. C'est là que le groupe fait la connaissance de Rick Rubin et décide de réenregistrer les titres prévus pour son nouvel album. L'enregistrement se déroula aux Studios Electric Lady à New York et Rubin donna aux titres un son plus hard rock s'éloignant complètement de la new wave aux accents gothiques que produisait le groupe auparavant et en interdisant notamment à Billy Duffy d'utiliser ses nombreuses pédales d'effets.
L'album se classa à la 4e place des charts britanniques, à la 3e place des charts canadiens et à la 38e place du Billboard 200 aux États-Unis. L'album est cité dans l'ouvrage de référence de Robert Dimery « 1001 albums qu'il faut avoir écoutés dans sa vie ».
En 2013, l'album fut réédité sous forme de double album nommé Electric Peace contenant l'album original et l'album des enregistrements effectués au Studio Manor connu sous le nom Peace.

## Liste des titres
- Ian Astbury est l'auteur de toutes les paroles et Billy Duffy a composé les musiques, excepté Born to Be Wild, une reprise de Steppenwolf.

1. Wild Flower - 3:37
2. Peace Dog - 3:34
3. Lil Devil - 2:44
4. Aphrodisiac Jacket - 4:11
5. Electric Ocean - 2:49
6. Bad Fun - 3:33
7. King Contrary Man - 3:12
8. Love Removal Machine - 4:17
9. Born to Be Wild (Mars Bonfire) - 3:55
10. Outlaw - 2:52
11. Memphis Hip Shake - 4:01

## Musiciens
- Ian Astbury: chant
- Billy Duffy: guitares
- Jamie Stewart: basse
- Les Warner: batterie

## Media
La chanson Love Removal Machine figure dans le jeu vidéo Guitar Hero World Tour.
La chanson Bad Fun figure dans le jeu vidéo Tony Hawk's Pro Skater 4.

## Charts et certifications
| Pays             | Durée du classement | Meilleur classement |
| ---------------- | ------------------- | ------------------- |
| Canada           | 3 semaines          | 3e                  |
| États-Unis       | 32 semaines         | 38e                 |
| Nouvelle-Zélande | 15 semaines         | 16e                 |
| Pays-Bas         | 9 semaines          | 15e                 |
| Royaume-Uni      | 27 semaines         | 4e                  |
| Suède            | 3 semaines          | 24e                 |
| Suisse           | 2 semaines          | 22e                 |

| Pays        | Certification | Ventes      | Date       |
| ----------- | ------------- | ----------- | ---------- |
| Canada      | 2 × Platine   | 200 000 +   | 16/03/1989 |
| États-Unis  | Platine       | 1 000 000 + | 05/08/1997 |
| Royaume-Uni | Or            | 100 000 +   | 09/06/1987 |

### Singles
| Année | Single               | Chart                  | Durée du classement | Position |
| ----- | -------------------- | ---------------------- | ------------------- | -------- |
| 1987  | Love Removal Machine | Mainstream Rock Tracks | 11 semaines         | 15e      |
| 1987  | Love Removal Machine | RPM Top Singles        | 14 semaines         | 36e      |
| 1987  | Love Removal Machine | RMNZ Singles Top40     | 7 semaines          | 25e      |
| 1987  | Love Removal Machine | Mega Top 50            | 10 semaines         | 24e      |
| 1987  | Love Removal Machine | UK Singles Chart       | 11 semaines         | 18e      |
| 1987  | Lil' Devil           | Mainstream Rock Tracks | 5 semaines          | 34e      |
| 1987  | Lil' Devil           | Mega Top 50            | 2 semaines          | 90e      |
| 1987  | Lil' Devil           | UK Singles Chart       | 7 semaines          | 11e      |
| 1987  | Wild Flower          | Mainstream Rock Tracks | 3 semaines          | 39e      |
| 1987  | Wild Flower          | RMNZ Singles Top40     | 8 semaines          | 5e       |
| 1987  | Wild Flower          | UK Singles Chart       | 7 semaines          | 24e      |